# Final Fantasy XVI
Final Fantasy XVI — екшен рольова гра, розроблена та видана Square Enix як частина серії Final Fantasy. Вийшла для PlayStation 5 22 червня 2023 року. Спочатку було оголошено, що гра вийде і для Microsoft Windows, але від цього відмовились. Втім 4 вересня 2023 року на виставці PAX West 2023 було анонсовано вихід гри на РС. Продюсер гри — Наокі Йошіда, а режисер — Хіросі Такай.

## Ігровий процес
Final Fantasy XVI зосереджена на подорожі групи героїв вигаданим світом і битвах. Групу очолює протагоніст Клайв Росфілд, який керується гравцем. Після сюжетного прологу Клайв може подорожувати різними частинами світу. Пересування у відкритих зонах здійснюється або пішки, або на їздових птахах чокобо. В менших локаціях, як-от підземелля — тільки пішки. Персонаж Сід володіє базою, куди група періодично повертається, щоб отримати нові завдання, придбати корисні предмети й налаштувати стосунки з іншими персонажами. Інформація про локації, персонажів і термінологію зберігається в базі даних під назвою «Active Time Lore», доступній у будь-який час.
Бойова система значно відрізняється від тих, що були в попередніх іграх. Битва відбувається в тій самій області, якою переміщуються гравці, коли зустрічають ворога. Важливим елементом у ній є ухиляння і коли Клайв ухиляється безпосередньо перед атакою, це винагороджується бонусами вже до його атак. Крім того враховуються типи атак, які, діючи на відповідних ворогів, можуть тимчасово приголомшити їх, зробивши більш вразливими. Клайв — єдиний персонаж, яким можна керувати, а іншими персонажами керує штучний інтелект. Протагоніст має ручного вовка Торгала, котрий реагує на команди виконувати спеціальні атаки або лікувати. Перемігши міфічних істот Ейконів, Клайв отримує їхні бойові прийоми.
Гра пропонує на старті два рівні складності: звичайний та режим «Історія», де бої спрощені, а герої сильніші. Після завершення сюжету можна почати «Нову гру+», почавши заново з партією такого рівня розвитку і таким оснащенням, як у фіналі. Після проходження сюжету крім того надається вищий рівень складності, а розташування ворогів у наступному проходженні змінюється. Існує також додатковий «Аркадний режим» і його ускладнена версія «Ультиманіакальний режим», де потрібно виконувати завдання з особливими умовами на вже пройдених рівнях, отримуючи бали за успіхи.

## Сюжет

### Світ гри
Дія Final Fantasy XVI відбувається у вигаданому світі Валістеї. На двох континентах Попелу та Бурі розкидані магічні кристали, відомі як Материнські кристали. Вони поширюють ефірну енергію, що використовується різними народами, але її надмірне використання призводить до скам'яніння. За 1500 років до подій гри існувала розвинена цивілізація, що раптово загинула через падіння її летючих міст, коли зник її зв'язок із магією. У Валістеї існують магічні істоти Ейкони, здатні наділяти своєю силою людей, які називаються Домінантами. Існують такі Ейкони: Гаруда, Раму, Шива, Титан, Багамут, Одін, Фенікс, Іфрит і загублений Левіафан. Кожен Ейкон втілює один елемент, за винятком елемента вогню, в якого з невідомих причин два Ейкона одночасно: Фенікс та Іфрит.
Основними націями Валістеї є Велике герцогство Розарія, Священна імперія Санбрек і Далмекійська республіка на континенті Бурі, Королівство Валоед, яке панує над континентом Попелу, і нейтральний Кристалічний Домініон між континентами. Існує ще Залізне Королівство, ізольована нація біля узбережжя континенту Бурі під наглядом Кристалічних ортодоксів. Валістея потерпає від виснаження джерел ефіру, що призводить до конфлікту між націями. Тому нації прагнуть залучити на свій бік Домінантів, які можуть використовувати магію без кристалів ціною вищого ризику скам'яніння.

### Дія
Під час нападу імперії Санбрек на Велике герцогство Розарії, герцог гине і Ейкон вогню Фенікс обирає молодшого сина герцога, Джошуа, своїм Домінантом. Хлопчик перетворюється на Фенікса, що бореться з невідомо як виниклим другим Ейконом вогню — Іфритом. Але Іфрит перемагає і Джошуа гине. Наступником трону стає його старший брат Клайв Росфілд. Мати Клайва, Анабелла, зраджує родину й передає Клайва до армії Санбрека як воїна-мага.
Через тринадцять років Клайва відправляють у тил Залізного Королівства, щоб убити їхнього Домінанта, який виявився політичною заручницею на ім'я Джилл. Клайв відмовляється від місії та дезертує, і його рятує Сідольфус («Сід»), володар сили Раму, який погоджується допомогти Клайву відшукати Домінанта Іфрита, щоб помститися за брата. Клайв бореться з Бенедиктою, що володіє силою Гаруди, та перетворюється на Іфрита. Він убиває суперницю та отримує силу Гаруди, але впадає у відчай від своїх здібностей, бо розуміє, що сам несвідомо убив свого брата.
Сід заохочує його продовжувати пошуки тих, хто організували напад на герцогство. Сід і Джилл бачать, що в окупованій Розарії магів експлуатують і гноблять. Тому Джилл приєднується до Сіда в пошуках способу знищити Материнські кристали, котрі поширюють спричинене надмірним чаклуванням спустошення, відоме як Псуття. Вони проникають у столицю Санбрека, але стикаються з гуманоїдом Ультимою в Материнському кристалі, який смертельно ранить Сіда. Проте кристал вдається знищити і Ультима намагається схопити Клайва. Зненацька прибуває Джошуа, який пережив атаку Іфрита та стримує Ультиму. Г'юго, радник Далмекійської республіки та Домінант Титана, що був закоханий у Бенедикту, винить у її смерті Сіда та знищує його сховок.
Через п'ять років Клайв, який узяв собі ім'я «Сід», продовжує місію старого Сіда. Між Санбреком і Далмекійською республікою спалахує війна за окупований Кристалічний Домініон і Клайв бачить у цьому нагоду знищити Материнський кристал Залізного Королівства. Анабелла бажає зробити наступним імператором Санбрека свого нового сина Олівера. Перший син імператора, Діон, який має силу Багамута, бачачи амбіції Анабелли, готує проти неї заколот.
Пізніше Клайв убиває Г'юго, яким агенти короля Валоеда, Варнави, маніпулюють, щоб він зловживав Материнським кристалом своєї нації в пошуках помсти, користуючись силою Одіна. Клайв стикається зі своїм Ейконом і темним двійником, який уособлює його почуття вини. Перемігши, Клайв цілком опановує здібністю перетворення на Іфрита та руйнує кристал.
За порадою Джошуа, Діон влаштовує державний переворот проти Анабелли, але під час цього вбиває свого батька й потрапляє під контроль Ультими. Клайв і Джилл знищують Материнський кристал Домініону та рятують Джошуа та Діона, тоді як Анабелла вчиняє самогубство.
Група вирушає проти Варнави, зрештою вбивши його та знищивши материнський кристал Валоеда. Проте Ультима показує, що це частина його плану. В давнину Ультима та його родичі створили магію, але її безконтрольне використання знищило їхній світ. Тому вони втекли до Валістеї, щоб перетворити її на подобу свого світу. Для цього їм потрібно було вивести найсильнішого мага — Міфоса, яким і виявився Клайв. Джошуа розслідує, що Ультима та інші прибульці створили людей і заснули, чекаючи поки Міфос з'явиться згідно з їхнім планом. Але люди розвинули самосвідомість, навчилися чаклувати й розвивалися так швидко, що загрожували перевершити прибульців. Мета Ультими полягає в тому, щоб Клайв поглинув силу найсильніших Домінантів і тоді Ультима використає її для закляття створення нового світу. В ході цього Валістея буде знищена. Оскільки Клайв має власну волю, лиходій вважає його «зіпсутим» — Логосом. Ультима, розчарувавшись у плані створення Міфоса, використовує небесну фортецю «Походження», в якій прибульці колись потрапили до Валістеї, щоб поглинути ефір і підкорити Клайва силоміць. Через це Псуття масово поширюється світом.
Клайв, Джошуа та Діон атакують «Походження», викликавши своїх Ейконів. Діона вбивають, і Джошуа жертвує собою, щоб надати свої сили Клайву, даючи йому здатність знищити та поглинути Ультиму. Клайв воскрешає Джошуа, витративши силу Фенікса. Ультима зливається зі своїми побратимами в єдину істоту. Джошуа повертає братові силу Фенікса і той стає Іфритом Воскреслим, завдяки чому перемагає Ультиму та поглинає його. Розуміючи згубний вплив магії, він руйнує останній Материнський кристал у «Походженні», позбавляючи Валістею магії назавжди. Коли Клайв досягає землі, його рука вже скам'яніла від надмірного використання магії. Він випускає з долоні останній спалах полум'я. Джилл побачивши його в небі, розуміє, що Клайв загинув.
Сцена після титрів показує як хлопчик намагається розпалити вогонь кресалом. Виявляється, в далекому майбутньому магію вважають вигадкою з казок. Одна з них — це книга Джошуа, де описано події гри. Назва книги — «Final Fantasy».

## Розробка
Розробкою Final Fantasy XVI займався Creative Business Unit III, підрозділ Square Enix. Над грою працювали творці MMORPG Final Fantasy XIV та ігор за всесвітом Іваліс. Продюсер, Наокі Йосіда, працював над Final Fantasy XIV як продюсер і режисер. Головний режисер — Хіроші Такай, відомий своєю роботою над ігровими серіями SaGa та The Last Remnant. Кадзутойо Маехіро був креативним директором і провідним сценаристом. Юсуке Хасімото, колишній інженер-конструктор Level-5, був провідним системним програмістом. Художнім керівником став Хіросі Мінагава, а дизайн персонажів розробив Кадзуя Такахаші. Логотип, що зображує Ейконів Фенікса та Іфріта а битві, розроблений давнім ілюстратором серії Йошітакою Амано.
Розробка концепції гри почалася в 2015 році після того, як генеральний директор Square Enix Йосуке Мацуда звернувся до Йосіди з проханням розробити наступну основну версію Final Fantasy. Йосіда, який завершував роботу над доповненням до Final Fantasy XIV — Heavensward, мусив обирати на якій посаді він займеться Final Fantasy XIV і на якій Final Fantasy XVI. Йосіда зібрав невелику команду планувальників, до якої входили він сам, Маехіро та головний дизайнер гри Міцутоші Гондай. Йосіда вирішив стати продюсером. Такай, який також працював з Йосідою над Final Fantasy XIV, був обраний головним режисером за його досвід роботи над іншими іграми серії. Сповна виробництво Final Fantasy XVI почалося в 2016 році, коли Такай та Маехіро знайшли заміну персоналу для розробки наступного доповнення до Final Fantasy XIV — Stormblood. Команда отримала підтримку від колег, які працювали над Kingdom Hearts.
Команда врахувала критику щодо Final Fantasy XV, тому запровадила простіший бій, заснований на швидких рухах, і зрілий темний фентезійний наратив, який би торкався складних тем. Йосіда хотів, щоб гра була призначена ні для дітей, ні для дорослих, а була для «гравців усіх поколінь». Він також хотів віддалитися від стереотипів, таких як художній стиль, натхненний аніме, і сюжету, зосередженого на підлітках. Спочатку гра не розглядалася як ексклюзив для PlayStation 5, але версія для PlayStation 4 була відхилена задля заощадження ресурсів.
Через пандемію COVID-19 персоналу довелося перейти на віддалену роботу, і виробництво закінчилося із запізненням на півроку через проблеми зі зв'язком як з головним офісом Square Enix, так і з аутсорсинговими компаніями. До квітня 2022 року розробка перебувала на завершальній стадії, а команда завершувала роботу над побічними квестами. У червні того ж року Final Fantasy XVI вже була в робочому стані, а розробка була зосереджена як на вдосконаленні гри та озвученні персонажів. Спочатку планувалося випустити гру на двох дисках, але команді вдалося розмістити Final Fantasy XVI на одному, щоб знизити витрати на виробництво та вирішити проблеми з мастерингом.
Гру було офіційно анонсовано у вересні 2020 року. У трейлері використовувалися кадри в реальному часі замість попередньо відрендерених роликів, щоб показати стан готовності гри. Другий трейлер, випущений у червні 2022 року, який демонстрував Ейконів і пов’язані ігрові та сюжетні сцени. Через широке вторгнення Росії в Україну команда вирішила відкласти випуск трейлера з березня через зображення в грі «складних тем». Третій трейлер із додатковим ігровим контентом і датою випуску був опублікований у грудні на виставці The Game Awards 2022. Гра почала тиражуватися для продажу наприкінці березня 2023 року, а демоверсія, що охоплює початкові етапи, була випущена 12 червня 2023. Випуск Final Fantasy XVI відбувся в усьому світі 22 червня 2023 року.

## Оцінки й відгуки
| Агрегатор  | Оцінка |
| ---------- | ------ |
| Metacritic | 88/100 |
| OpenCritic | 94 %   |

| Видання               | Оцінка |
| --------------------- | ------ |
| Destructoid           | 9/10   |
| Easy Allies           | 9/10   |
| Eurogamer             | [ 31 ] |
| Famitsu               | 39/40  |
| Game Informer         | 8.5/10 |
| GameSpot              | 9/10   |
| GamesRadar+           | [ 35 ] |
| Hardcore Gamer        | [ 36 ] |
| IGN                   | 9/10   |
| NME                   | [ 38 ] |
| Push Square           | [ 39 ] |
| Shacknews             | 8/10   |
| The Guardian          | [ 41 ] |
| Video Games Chronicle | [ 42 ] |
| VG247                 | [ 43 ] |
| VideoGamer.com        | 7/10   |

Final Fantasy XVI отримала «переважно схвальні» відгуки на агрегаторі Metacritic з середньою оцінкою 88 зі 100 балів. За перший тиждень після випуску продажі гри перевищили 3 млн примірників.
Едвін Еванс-Тірвелл у Eurogamer у цілому схвально відгукнувся про Final Fantasy XVI, пишучи, що в ній, мабуть, найкращі бої в реальному часі з усієї серії. Проте побічні завдання нудні, а «Нова гра+» не має особливого сенсу, бо досліджувати лишається не так багато. Сюжет при цьому є своєрідною деконструкцією історії про героя, показуючи як бажання боротися може породити егоїзм і навіть бездушність, через думку, що світ належить врятувати саме вам. Final Fantasy XVI повернулася до «чистої» атмосфери високого фентезі, на відміну від науково-фантастичної ексцентричності останніх кількох Final Fantasy. Це рішення «безсумнівно, розкішне, але воно може здатися дещо сухим». Критик зауважив, що розробники пояснювали відсутність смаглявих і темношкірих людей у грі тим, що Валістея заснована на середньовічній Європі. Проте в грі є країни, що явно черпають натхнення з Північної Африки та Близького Сходу.
Веслі Леблан із Game Informer вказав — партитура FFXVI композитора Масайоші Сокена перевершує майже всі елементи гри. Це втім не означає, що інші аспекти не вдалися. Битви захопливі: «FFXVI — це чудовий бойовик, але цього не можна сказати про неї як рольову гру». Наприклад, там немає зброї, що краще працювала б з персонажем певної побудови, є просто найпотужніша зброя і треба прагнути заволодіти нею. Побічні завдання ведуть одне до іншого, та найчастіше це завдання з доставки предметів. Окрім того FFXVI не може сказати нічого нового з приводу історії помсти й боротьби проти рабства — тем, які складають основу її сюжету. Та ті аспекти, що справді вдалися, в FFXVI найкращі з-поміж усіх ігор серії, зокрема швидка, екстравагантна бойова система.
Мітчел Зальцман у IGN підсумував, що візуальні ефекти й музика одні з найкращих у серії Final Fantasy. Побічні завдання добре сполучаються з сюжетом, поступово розкриваючи передісторії другорядних персонажів. Рольова система в той же час дещо недорозвинена. Статусні ефекти мало що значать, стихійні атаки не мають сильних і слабких сторін, дуже мало бафів і дебафів. Це зменшує стимул досліджувати світ і вдосконалювати персонажа, для якого існує не так багато варіантів розвитку. FFXVI — це більше бойовик, орієнтований на швидкість і рефлекси. «Пуристи можуть не бути прихильниками цих кардинальних змін, але я вважаю, що цей підхід набагато кращий, аніж більш гібридизований погляд на бій у FFXV, і настільки ж приємний, як унікальний підхід у FF7 Remake».
Алекс Дональдсон на сайті VG247, порівнюючи Final Fantasy XV і XVI, зробив висновок: «FF16 краща гра з двох, і я б сказав, це однозначно найкраща однокористувацька Final Fantasy з часів PS2». Битви в ній більше нагадують Devil May Cry чи Bayonetta, і це спантеличує, бо з одного боку вони чудово граються, та з іншого нетипові для серії. «Для екшн-гри, як-от Devil May Cry, це було б чудово. Але DMC5 триває близько 12-15 годин; Довжина FF16 втричі більша». Водночас актори озвучення чудово підходять для своїх ролей. «Проблема полягає в тому, що механізми RPG інтегровані незадовільно і, чесно кажучи, таким чином, що часто просто підривають суцільний сюжетний пригодницький бойовик, який лежить у серці FF16». На думку критика, «Приземлений — це гарне слово, щоб підсумувати гру в цілому».